# Garibaldi Burba
Vittorio Garibaldi Burba, conosciuto semplicemente come Garibaldi Burba (Vicenza, ... – Roma, 1925), è stato un architetto italiano, attivo soprattutto a Roma tra gli anni ottanta del XIX secolo e gli anni venti del XX secolo.

## Biografia
Scarne sono le informazioni biografiche su Garibaldi Burba. L'architetto, originario di Vicenza, occupa tuttavia una posizione significativa nello sviluppo edilizio della capitale italiana, in una carriera che spazia circa quarant'anni a cavallo tra XIX e XX secolo. 
Tra le opere progettate dal Burba troviamo edilizia residenziale intensiva, edifici pubblici e ville per facoltosi committenti privati, principalmente nel rione romano Monti e nel quartiere dei Parioli.
Il Grand Hotel Palazzo della Fonte a Fiuggi, realizzato tra il 1909 ed il 1913, costituisce un importante esempio di architettura liberty ed è una tra le opere più significative del Burba.
La sua opera più importante è tuttavia l'ex palazzo dell'Istituto Poligrafico e Zecca dello Stato, sito in piazza Verdi, progettato in collaborazione con l'ingegnere de Larderel e realizzato tra il 1913 ed il 1918. 

## Opere
- Villino Brunialti, 1900, Roma
- Villino Cagiati, 1903, Roma
- Villino Macchi di Cellere, 1904, Roma
- Villino Cuccia, 1904, Roma
- Villino Natali, 1906, Roma
- Villa Serena, 1906, Roma
- Villa Centurini, 1908, Roma
- Grand Hotel Palazzo della Fonte, 1909-1913, Fiuggi
- Ex palazzo dell'Istituto Poligrafico e Zecca dello Stato, 1913-1918, Roma

## Galleria d'immagini

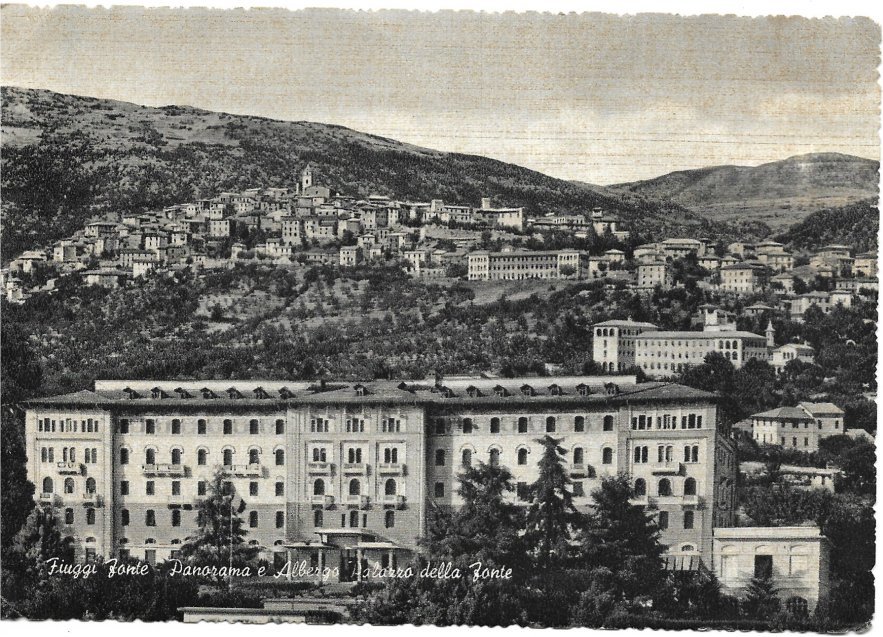
Grand Hotel Palazzo della Fonte a Fiuggi in una cartolina del 1957
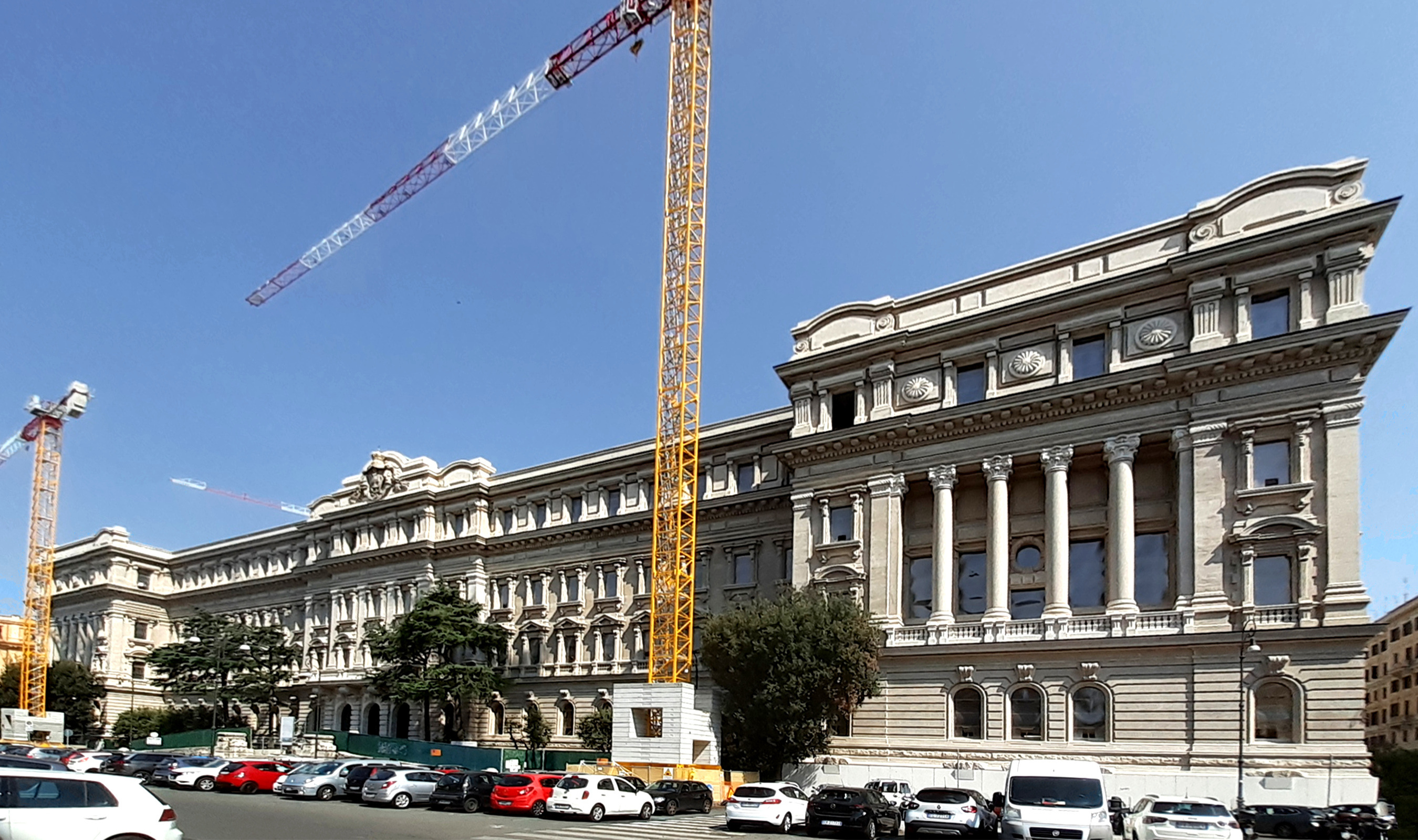
Il palazzo in piazza Verdi, sede dell'Istituto Poligrafico e Zecca dello Stato sino al trasferimento del 2010 nella sede in via Salaria 691
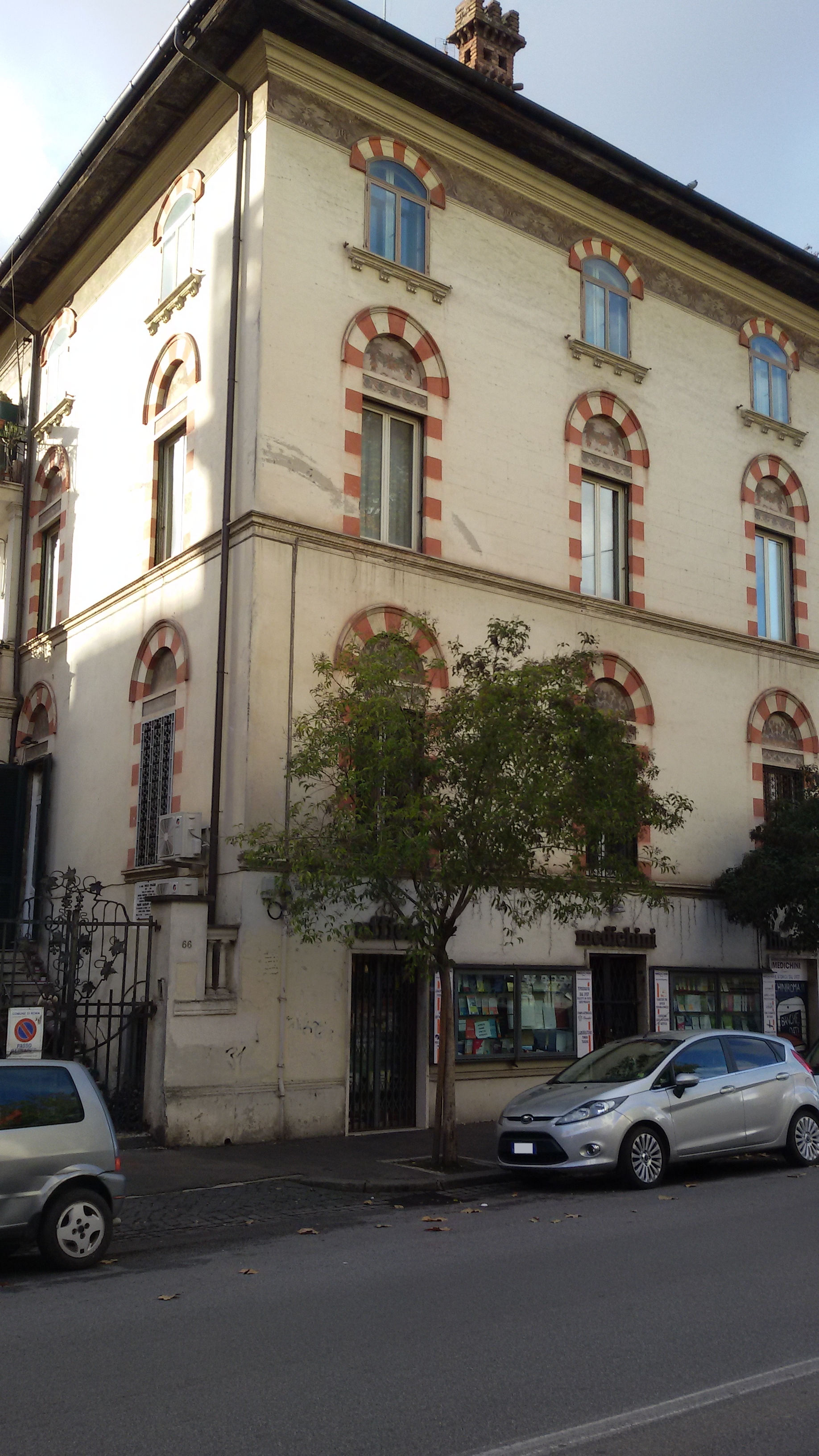
Villino Macchi di Cellere
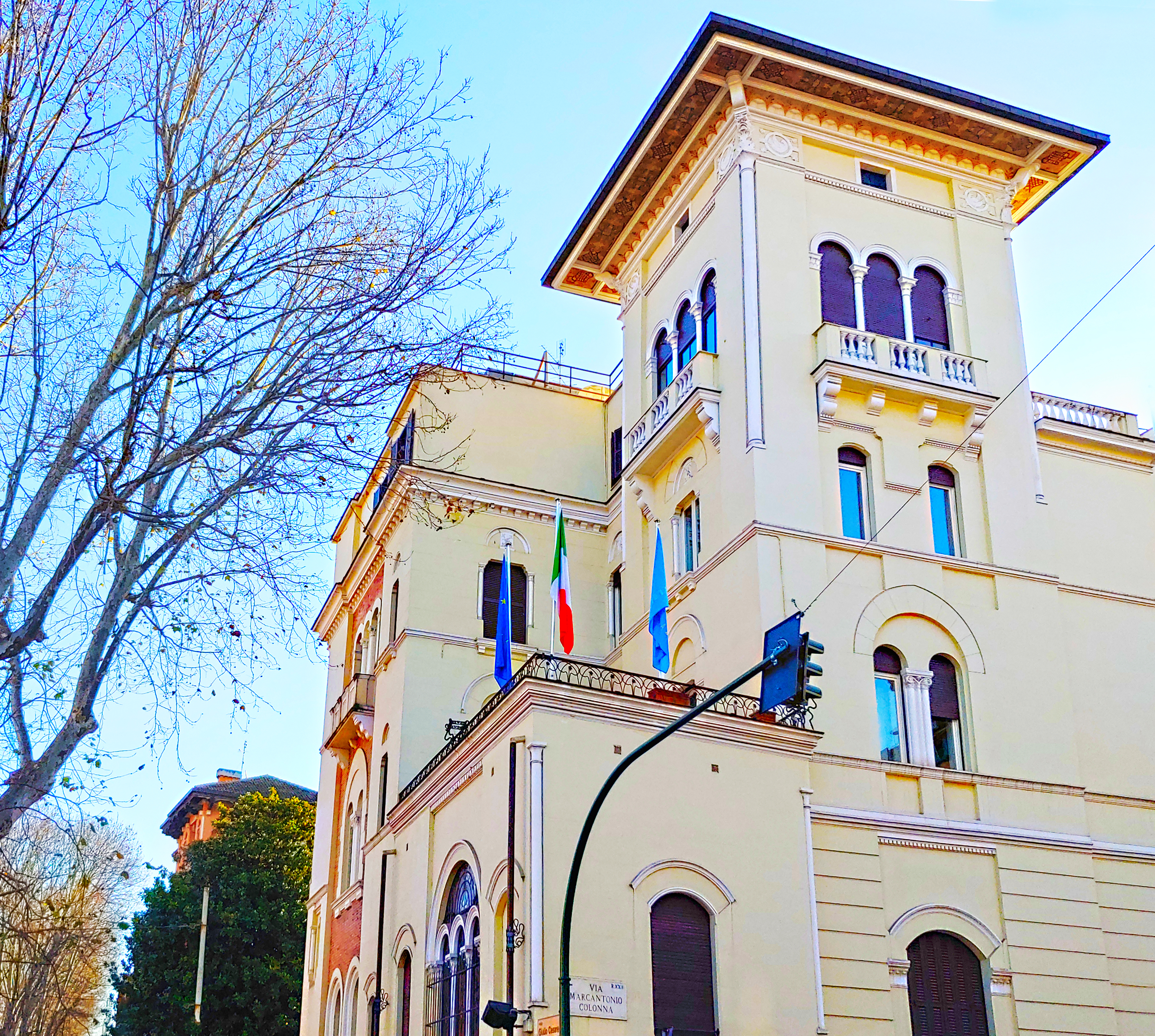
Villino Cuccia